# Saison 2015-2016 de l'ECHL
Saison précédente Saison suivante
La saison 2015-2016 est la vingt-huitième saison de l'ECHL. La saison régulière se déroule du 16 octobre 2015 au 9 avril 2016 et est suivie par les séries éliminatoires de la Coupe Kelly.
28 équipes participent à la compétition et proviennent de 21 États américains et d'une province canadienne.

## Les équipes
| Légende : Nord Est Sud Midwest Centrale Ouest Brampton Kalamazoo Toledo Wheeling Adirondack Elmira Manchester Norfolk Reading Atlanta Everblades Greenville Orlando Stingrays Cincinnati Evansville Fort Wayne Indy Quad City Allen Mavericks Tulsa Wichita Aces Eagles Steelheads Rapid City Grizzlies |

| Équipe                          | Division en 2014-2015 | Division en 2015-2016 |
| ------------------------------- | --------------------- | --------------------- |
| Aces de l'Alaska                | Pacifique             | Ouest                 |
| Admirals de Norfolk             | -                     | Est                   |
| Americans d'Allen               | Centrale              | Centrale              |
| Beast de Brampton               | Centrale              | Nord                  |
| Cyclones de Cincinnati          | Nord                  | Midwest               |
| Eagles du Colorado              | Pacifique             | Ouest                 |
| Everblades de la Floride        | Est                   | Sud                   |
| Fuel d'Indy                     | Nord                  | Midwest               |
| Gladiators d'Atlanta            | Est                   | Sud                   |
| Grizzlies de l'Utah             | Pacifique             | Ouest                 |
| IceMen d'Evansville             | Nord                  | Midwest               |
| Jackals d'Elmira                | Est                   | Est                   |
| Komets de Fort Wayne            | Nord                  | Midwest               |
| Mallards de Quad City           | Centrale              | Midwest               |
| Mavericks du Missouri           | Centrale              | Centrale              |
| Monarchs de Manchester          | -                     | Est                   |
| Nailers de Wheeling             | Nord                  | Nord                  |
| Oilers de Tulsa                 | Centrale              | Centrale              |
| Royals de Reading               | Est                   | Est                   |
| Rush de Rapid City              | Centrale              | Ouest                 |
| Solar Bears d'Orlando           | Est                   | Sud                   |
| Steelheads de l'Idaho           | Pacifique             | Ouest                 |
| Stingrays de la Caroline du Sud | Est                   | Sud                   |
| Swamp Rabbits de Greenville     | Est                   | Sud                   |
| Thunder de l'Adirondack         | -                     | Est                   |
| Thunder de Wichita              | Centrale              | Centrale              |
| Walleye de Toledo               | Nord                  | Nord                  |
| Wings de Kalamazoo              | Nord                  | Nord                  |

## Saison régulière

### Classements
À l'issue de la saison régulière, les premiers de chacune des 6 divisions sont qualifiés directement pour les séries éliminatoires. Les 5 équipes suivantes de chaque association qui comptent le plus de points sont également qualifiées.
| Clt   | Équipe                          | Division | PJ | V  | D  | DP | DF | BP  | BC  | Pts |
| ----- | ------------------------------- | -------- | -- | -- | -- | -- | -- | --- | --- | --- |
| +001, | Walleye de Toledo               | Nord     | 72 | 47 | 20 | 2  | 3  | 225 | 174 | 99  |
| +002, | Stingrays de la Caroline du Sud | Sud      | 72 | 44 | 18 | 7  | 3  | 224 | 162 | 98  |
| +003, | Everblades de la Floride        | Sud      | 72 | 46 | 23 | 1  | 2  | 226 | 175 | 95  |
| +004, | Monarchs de Manchester          | Est      | 72 | 39 | 24 | 4  | 5  | 222 | 213 | 87  |
| +005, | Nailers de Wheeling             | Nord     | 72 | 37 | 26 | 5  | 4  | 214 | 211 | 83  |
| +006, | Thunder de l'Adirondack         | Est      | 72 | 38 | 28 | 2  | 4  | 197 | 189 | 82  |
| +007, | Wings de Kalamazoo              | Nord     | 72 | 38 | 28 | 5  | 1  | 233 | 230 | 82  |
| +008, | Royals de Reading               | Est      | 72 | 36 | 26 | 6  | 4  | 222 | 194 | 82  |
| +009, | Jackals d'Elmira                | Est      | 72 | 37 | 30 | 3  | 2  | 206 | 214 | 79  |
| +010, | Solar Bears d'Orlando           | Sud      | 72 | 33 | 30 | 4  | 5  | 224 | 232 | 75  |
| +011, | Gladiators d'Atlanta            | Sud      | 72 | 34 | 31 | 5  | 2  | 189 | 224 | 75  |
| +012, | Swamp Rabbits de Greenville     | Sud      | 72 | 29 | 33 | 9  | 1  | 205 | 243 | 68  |
| +013, | Admirals de Norfolk             | Est      | 72 | 30 | 37 | 4  | 1  | 201 | 232 | 65  |
| +014, | Beast de Brampton               | Nord     | 72 | 23 | 38 | 7  | 4  | 179 | 255 | 57  |

| Clt   | Équipe                 | Division  | PJ | V  | D  | DP | DF | BP  | BC  | Pts |
| ----- | ---------------------- | --------- | -- | -- | -- | -- | -- | --- | --- | --- |
| +001, | Mavericks du Missouri  | Centrale  | 72 | 52 | 15 | 3  | 2  | 234 | 162 | 109 |
| +002, | Komets de Fort Wayne   | Mid-Ouest | 72 | 40 | 23 | 7  | 2  | 240 | 200 | 89  |
| +003, | Americans d'Allen      | Centrale  | 72 | 41 | 24 | 3  | 4  | 222 | 204 | 89  |
| +004, | Eagles du Colorado     | Sud       | 72 | 41 | 27 | 3  | 1  | 232 | 193 | 86  |
| +005, | Steelheads de l'Idaho  | Sud       | 72 | 38 | 24 | 7  | 3  | 203 | 187 | 86  |
| +006, | Grizzlies de l'Utah    | Sud       | 72 | 39 | 27 | 3  | 3  | 223 | 206 | 84  |
| +007, | Cyclones de Cincinnati | Mid-Ouest | 72 | 36 | 27 | 5  | 4  | 222 | 210 | 81  |
| +008, | Mallards de Quad City  | Mid-Ouest | 72 | 37 | 29 | 4  | 2  | 203 | 203 | 80  |
| +009, | Oilers de Tulsa        | Centrale  | 72 | 37 | 30 | 3  | 2  | 191 | 191 | 79  |
| +010, | Fuel d'Indy            | Mid-Ouest | 72 | 32 | 36 | 4  | 0  | 174 | 201 | 68  |
| +011, | IceMen d'Evansville    | Mid-Ouest | 72 | 29 | 33 | 7  | 3  | 207 | 242 | 68  |
| +012, | Rush de Rapid City     | Sud       | 72 | 30 | 35 | 3  | 4  | 177 | 210 | 67  |
| +013, | Aces de l'Alaska       | Sud       | 72 | 27 | 38 | 4  | 3  | 189 | 237 | 61  |
| +014, | Thunder de Wichita     | Centrale  | 72 | 18 | 41 | 7  | 6  | 150 | 240 | 49  |

- En gras et en italique : champion de la saison régulière
- En gras : champion de division
- En italique : qualifié pour les séries

### Meilleurs pointeurs de la saison régulière
| Clt | Joueur            | Équipe                                | PJ | B  | A  | Pts | Pun | +/- |
| --- | ----------------- | ------------------------------------- | -- | -- | -- | --- | --- | --- |
| 1   | Chad Costello     | Americans d'Allen                     | 72 | 24 | 79 | 103 | 36  | -1  |
| 2   | Trent Daavettila  | Eagles du Colorado                    | 71 | 25 | 55 | 80  | 26  | +30 |
| 3   | Shawn Szydlowski  | Komets de Fort Wayne                  | 62 | 25 | 50 | 75  | 82  | +23 |
| 4   | Riley Brace       | Nailers de Wheeling                   | 56 | 26 | 41 | 67  | 76  | +6  |
| 5   | Shane Berschbach  | Walleye de Toledo                     | 61 | 24 | 43 | 67  | 6   | +14 |
| 6   | Matt Willows      | Everblades de la Floride              | 71 | 23 | 43 | 66  | 25  | +14 |
| 7   | Jack Downing      | Cyclones de Cincinnati                | 72 | 32 | 32 | 64  | 27  | +14 |
| 8   | Ludwig Blomstrand | Wings de Kalamazoo                    | 71 | 29 | 34 | 63  | 42  | -10 |
| 9   | Peter Sivak       | Aces de l'Alaska Komets de Fort Wayne | 61 | 22 | 41 | 63  | 35  | -5  |
| 10  | Derek Nesbitt     | Gladiators d'Atlanta                  | 72 | 28 | 34 | 62  | 20  | -8  |

### Meilleurs gardiens
| Clt | Joueur           | Équipe                          | PJ | Min   | BC | Moy  | %Arr | Bl |
| --- | ---------------- | ------------------------------- | -- | ----- | -- | ---- | ---- | -- |
| 1   | Josh Robinson    | Mavericks du Missouri           | 32 | 1 884 | 59 | 1,88 | 93,1 | 2  |
| 2   | Vítek Vaněček    | Stingrays de la Caroline du Sud | 32 | 1 867 | 63 | 2,03 | 91,7 | 4  |
| 3   | Martin Ouellette | Royals de Reading               | 31 | 1 797 | 63 | 2,1  | 92,2 | 4  |
| 4   | Mark Dekanich    | Stingrays de la Caroline du Sud | 35 | 2 004 | 72 | 2,16 | 92,5 | 2  |
| 5   | Jeff Lerg        | Walleye de Toledo               | 42 | 2 514 | 91 | 2,17 | 92,5 | 3  |

## Séries éliminatoires de la Coupe Kelly
Le vainqueur des séries remporte la Coupe Kelly.
|  | Huitièmes de finale             | Huitièmes de finale             | Huitièmes de finale             | Huitièmes de finale             |                                 |                                 | Quarts de finale | Quarts de finale | Quarts de finale | Quarts de finale |  |  | Demi-finales | Demi-finales | Demi-finales | Demi-finales |  |  | Finale de la Coupe Kelly | Finale de la Coupe Kelly | Finale de la Coupe Kelly | Finale de la Coupe Kelly |
|  |                                 |                                 |                                 |                                 |                                 |                                 |                  |                  |                  |                  |  |  |              |              |              |              |  |  |                          |                          |                          |                          |
|  |                                 |                                 |                                 |                                 |                                 |                                 |                  |                  |                  |                  |  |  |              |              |              |              |  |  |                          |                          |                          |                          |
|  | Walleye de Toledo               | Walleye de Toledo               | 3                               | 3                               |                                 |                                 |                  |                  |                  |                  |  |  |              |              |              |              |  |  |                          |                          |                          |                          |
|  | Walleye de Toledo               | Walleye de Toledo               | 3                               | 3                               |                                 |                                 |                  |                  |                  |                  |  |  |              |              |              |              |  |  |                          |                          |                          |                          |
|  | Royals de Reading               | Royals de Reading               | 4                               | 4                               |                                 |                                 |                  |                  |                  |                  |  |  |              |              |              |              |  |  |                          |                          |                          |                          |
|  | Royals de Reading               | Royals de Reading               | 4                               | 4                               | Royals de Reading               | Royals de Reading               | 3                | 3                |                  |                  |  |  |              |              |              |              |  |  |                          |                          |                          |                          |
|  |                                 |                                 |                                 |                                 | Royals de Reading               | Royals de Reading               | 3                | 3                |                  |                  |  |  |              |              |              |              |  |  |                          |                          |                          |                          |
|  |                                 |                                 | Nailers de Wheeling             | Nailers de Wheeling             | 4                               | 4                               |                  |                  |                  |                  |  |  |              |              |              |              |  |  |                          |                          |                          |                          |
|  | Everblades de la Floride        | Everblades de la Floride        | Nailers de Wheeling             | Nailers de Wheeling             | 4                               | 4                               | 2                | 2                |                  |                  |  |  |              |              |              |              |  |  |                          |                          |                          |                          |
|  | Everblades de la Floride        | Everblades de la Floride        |                                 |                                 |                                 |                                 |                  | 2                |                  |                  |  |  |              |              |              |              |  |  |                          |                          |                          |                          |
|  | Nailers de Wheeling             | Nailers de Wheeling             | 4                               | 4                               |                                 |                                 |                  |                  |                  |                  |  |  |              |              |              |              |  |  |                          |                          |                          |                          |
|  | Nailers de Wheeling             | Nailers de Wheeling             | 4                               | 4                               | Nailers de Wheeling             | Nailers de Wheeling             | 4                | 4                |                  |                  |  |  |              |              |              |              |  |  |                          |                          |                          |                          |
|  |                                 |                                 |                                 |                                 | Nailers de Wheeling             | Nailers de Wheeling             | 4                | 4                |                  |                  |  |  |              |              |              |              |  |  |                          |                          |                          |                          |
|  |                                 |                                 | Stingrays de la Caroline du Sud | Stingrays de la Caroline du Sud | 3                               | 3                               |                  |                  |                  |                  |  |  |              |              |              |              |  |  |                          |                          |                          |                          |
|  | Wings de Kalamazoo              | Wings de Kalamazoo              | Stingrays de la Caroline du Sud | Stingrays de la Caroline du Sud | 3                               | 3                               | 1                | 1                |                  |                  |  |  |              |              |              |              |  |  |                          |                          |                          |                          |
|  | Wings de Kalamazoo              | Wings de Kalamazoo              |                                 |                                 |                                 |                                 |                  | 1                |                  |                  |  |  |              |              |              |              |  |  |                          |                          |                          |                          |
|  | Stingrays de la Caroline du Sud | Stingrays de la Caroline du Sud | 4                               | 4                               |                                 |                                 |                  |                  |                  |                  |  |  |              |              |              |              |  |  |                          |                          |                          |                          |
|  | Stingrays de la Caroline du Sud | Stingrays de la Caroline du Sud | 4                               | 4                               | Stingrays de la Caroline du Sud | Stingrays de la Caroline du Sud | 4                | 4                |                  |                  |  |  |              |              |              |              |  |  |                          |                          |                          |                          |
|  |                                 |                                 |                                 |                                 | Stingrays de la Caroline du Sud | Stingrays de la Caroline du Sud | 4                | 4                |                  |                  |  |  |              |              |              |              |  |  |                          |                          |                          |                          |
|  |                                 |                                 | Thunder de l'Adirondack         | Thunder de l'Adirondack         | 3                               | 3                               |                  |                  |                  |                  |  |  |              |              |              |              |  |  |                          |                          |                          |                          |
|  | Monarchs de Manchester          | Monarchs de Manchester          | Thunder de l'Adirondack         | Thunder de l'Adirondack         | 3                               | 3                               | 1                | 1                |                  |                  |  |  |              |              |              |              |  |  |                          |                          |                          |                          |
|  | Monarchs de Manchester          | Monarchs de Manchester          |                                 |                                 |                                 |                                 |                  | 1                |                  |                  |  |  |              |              |              |              |  |  |                          |                          |                          |                          |
|  | Thunder de l'Adirondack         | Thunder de l'Adirondack         | 4                               | 4                               |                                 |                                 |                  |                  |                  |                  |  |  |              |              |              |              |  |  |                          |                          |                          |                          |
|  | Thunder de l'Adirondack         | Thunder de l'Adirondack         | 4                               | 4                               | Nailers de Wheeling             | Nailers de Wheeling             | 2                | 2                |                  |                  |  |  |              |              |              |              |  |  |                          |                          |                          |                          |
|  |                                 |                                 |                                 |                                 | Nailers de Wheeling             | Nailers de Wheeling             | 2                | 2                |                  |                  |  |  |              |              |              |              |  |  |                          |                          |                          |                          |
|  |                                 |                                 | Americans d'Allen               | Americans d'Allen               | 4                               | 4                               |                  |                  |                  |                  |  |  |              |              |              |              |  |  |                          |                          |                          |                          |
|  | Mavericks du Missouri           | Mavericks du Missouri           | Americans d'Allen               | Americans d'Allen               | 4                               | 4                               | 4                | 4                |                  |                  |  |  |              |              |              |              |  |  |                          |                          |                          |                          |
|  | Mavericks du Missouri           | Mavericks du Missouri           |                                 |                                 |                                 |                                 |                  | 4                |                  |                  |  |  |              |              |              |              |  |  |                          |                          |                          |                          |
|  | Mallards de Quad City           | Mallards de Quad City           | 0                               | 0                               |                                 |                                 |                  |                  |                  |                  |  |  |              |              |              |              |  |  |                          |                          |                          |                          |
|  | Mallards de Quad City           | Mallards de Quad City           | 0                               | 0                               | Mavericks du Missouri           | Mavericks du Missouri           | 2                | 2                |                  |                  |  |  |              |              |              |              |  |  |                          |                          |                          |                          |
|  |                                 |                                 |                                 |                                 | Mavericks du Missouri           | Mavericks du Missouri           | 2                | 2                |                  |                  |  |  |              |              |              |              |  |  |                          |                          |                          |                          |
|  |                                 |                                 | Americans d'Allen               | Americans d'Allen               | 4                               | 4                               |                  |                  |                  |                  |  |  |              |              |              |              |  |  |                          |                          |                          |                          |
|  | Americans d'Allen               | Americans d'Allen               | Americans d'Allen               | Americans d'Allen               | 4                               | 4                               | 4                | 4                |                  |                  |  |  |              |              |              |              |  |  |                          |                          |                          |                          |
|  | Americans d'Allen               | Americans d'Allen               |                                 |                                 |                                 |                                 |                  | 4                |                  |                  |  |  |              |              |              |              |  |  |                          |                          |                          |                          |
|  | Steelheads de l'Idaho           | Steelheads de l'Idaho           | 3                               | 3                               |                                 |                                 |                  |                  |                  |                  |  |  |              |              |              |              |  |  |                          |                          |                          |                          |
|  | Steelheads de l'Idaho           | Steelheads de l'Idaho           | 3                               | 3                               | Americans d'Allen               | Americans d'Allen               | 4                | 4                |                  |                  |  |  |              |              |              |              |  |  |                          |                          |                          |                          |
|  |                                 |                                 |                                 |                                 | Americans d'Allen               | Americans d'Allen               | 4                | 4                |                  |                  |  |  |              |              |              |              |  |  |                          |                          |                          |                          |
|  |                                 |                                 | Komets de Fort Wayne            | Komets de Fort Wayne            | 1                               | 1                               |                  |                  |                  |                  |  |  |              |              |              |              |  |  |                          |                          |                          |                          |
|  | Komets de Fort Wayne            | Komets de Fort Wayne            | Komets de Fort Wayne            | Komets de Fort Wayne            | 1                               | 1                               | 4                | 4                |                  |                  |  |  |              |              |              |              |  |  |                          |                          |                          |                          |
|  | Komets de Fort Wayne            | Komets de Fort Wayne            |                                 |                                 |                                 |                                 |                  | 4                |                  |                  |  |  |              |              |              |              |  |  |                          |                          |                          |                          |
|  | Cyclones de Cincinnati          | Cyclones de Cincinnati          | 3                               | 3                               |                                 |                                 |                  |                  |                  |                  |  |  |              |              |              |              |  |  |                          |                          |                          |                          |
|  | Cyclones de Cincinnati          | Cyclones de Cincinnati          | 3                               | 3                               | Komets de Fort Wayne            | Komets de Fort Wayne            | 4                | 4                |                  |                  |  |  |              |              |              |              |  |  |                          |                          |                          |                          |
|  |                                 |                                 |                                 |                                 | Komets de Fort Wayne            | Komets de Fort Wayne            | 4                | 4                |                  |                  |  |  |              |              |              |              |  |  |                          |                          |                          |                          |
|  |                                 |                                 | Grizzlies de l'Utah             | Grizzlies de l'Utah             | 0                               | 0                               |                  |                  |                  |                  |  |  |              |              |              |              |  |  |                          |                          |                          |                          |
|  | Eagles du Colorado              | Eagles du Colorado              | Grizzlies de l'Utah             | Grizzlies de l'Utah             | 0                               | 0                               | 2                | 2                |                  |                  |  |  |              |              |              |              |  |  |                          |                          |                          |                          |
|  | Eagles du Colorado              | Eagles du Colorado              |                                 |                                 |                                 |                                 |                  | 2                |                  |                  |  |  |              |              |              |              |  |  |                          |                          |                          |                          |
|  | Grizzlies de l'Utah             | Grizzlies de l'Utah             | 4                               | 4                               |                                 |                                 |                  |                  |                  |                  |  |  |              |              |              |              |  |  |                          |                          |                          |                          |
|  | Grizzlies de l'Utah             | Grizzlies de l'Utah             | 4                               | 4                               |                                 |                                 |                  |                  |                  |                  |  |  |              |              |              |              |  |  |                          |                          |                          |                          |
|  |                                 |                                 |                                 |                                 |                                 |                                 |                  |                  |                  |                  |  |  |              |              |              |              |  |  |                          |                          |                          |                          |

## Récompenses

### Trophées de l'ECHL
Ci-dessous sont listés les vainqueurs des différents trophées.
| Coupe Kelly :                            | Americans d'Allen                 |
| Coupe Brabham :                          | Mavericks du Missouri             |
| Trophée Gingher :                        | Nailers de Wheeling               |
| Trophée Bruce Taylor :                   | Americans d'Allen                 |
| Trophée John Brophy :                    | Richard Matvichuk                 |
| CCM Meilleur joueur de la Ligue :        | Chad Costello                     |
| Meilleur joueur de la Coupe Kelly :      | Chad Costello                     |
| Warrior Gardien de but de l'année :      | Josh Robinson                     |
| CCM Recrue de l'année :                  | Matt Willows                      |
| CCM Défenseur de l'année :               | Mathew Maione                     |
| Meilleur pointeur :                      | Chad Costello                     |
| AMI Graphics Meilleur différentiel +/- : | Joey Leach                        |
| Meilleur esprit sportif :                | Shane Berschbach                  |
| Prix du service communautaire :          | Rob Florentino                    |
| Directeur général de l'année :           | Richard Matvichuk                 |
| Trophée Ryan Birmingham :                | Camden Nuckols et Butch Mousseaux |

### Équipes d'étoiles
| Position       | Joueur | Équipe |
| -------------- | ------ | ------ |
| Gardien de but |        |        |
| Défenseur      |        |        |
| Défenseur      |        |        |
| Attaquant      |        |        |
| Attaquant      |        |        |
| Attaquant      |        |        |

| Position       | Joueur | Équipe |
| -------------- | ------ | ------ |
| Gardien de but |        |        |
| Défenseur      |        |        |
| Défenseur      |        |        |
| Attaquant      |        |        |
| Attaquant      |        |        |
| Attaquant      |        |        |

| Position       | Joueur | Équipe |
| -------------- | ------ | ------ |
| Gardien de but |        |        |
| Défenseur      |        |        |
| Défenseur      |        |        |
| Attaquant      |        |        |
| Attaquant      |        |        |
| Attaquant      |        |        |